# Atysilla humilis
Atysilla humilis är en skalbaggsart som beskrevs av Louis Albert Péringuey 1904. Atysilla humilis ingår i släktet Atysilla och familjen Melolonthidae. Inga underarter finns listade.